# Mačkovec pri Dvoru
Mačkovec pri Dvoru – wieś w Słowenii, w gminie Žužemberk. W 2018 roku liczyła 107 mieszkańców.